# Fobello
Fobello je italská obec v provincii Vercelli v oblasti Piemont.
K 31. prosinci 2011 zde žilo 217 obyvatel.

## Sousední obce
Bannio Anzino (VB), Carcoforo, Cervatto, Cravagliana, Rimasco, Rimella, Rossa